# Célula procarionte
Células procariontes são células que apresentam membrana plasmática, parede celular, citoplasma, material genético denominado nucleoide, e elas não tem núcleo. Elas não possuem uma fina "pele" que envolve seu núcleo, chamada de envoltório ou envelope nuclear, responsável por manter o material genético reservado. Um possível nome já em desuso, para esta estrutura, é carioteca. Quando a célula não tem esse envoltório, o núcleo, ou o material genético, fica espalhado no Citoplasma.
Não há um sistema de endomembranas, ou seja, não há organelas delimitadas por membranas; as enzimas respiratórias estão associadas à própria membrana celular e o cromossomo é uma molécula única de DNA. Elas possuem também uma organela não membranosa chamada ribossomo, esse ribossomo tem a função de sintetizar fitas proteicas de RNA (produzir proteínas) complementares já existentes a produzir enzimas.